# Tkacz

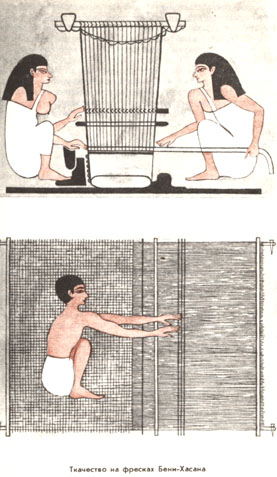
Praca tkaczy w Egipcie

Tkacz (lub tkaczka) - pracownik przemysłu włókienniczego lub rzemieślnik zajmujący się wytwarzaniem tkanin oraz ich wykończeniem. Zawód tkacza jest jednym z najstarszych zawodów uprawianych przez człowieka. Jego początki sięgają neolitu.
Tkacz oraz tkaczka mają swoje święto Dzień Tkaczki w pierwszą sobotę października.